# Lód X

Diagram fazowy wody w szerokim zakresie ciśnień

Lód X – regularna odmiana lodu, stabilna w bardzo wysokich ciśnieniach (62 GPa – ~400 GPa) i bardzo szerokim zakresie temperatur.

## Charakterystyka
W sieci krystalicznej takiego lodu atomy tlenu mają po ośmiu sąsiadów, tworząc sieć regularną, przestrzennie centrowaną. Każdy atom wodoru dzieli równa odległość od sąsiednich atomów tlenu i jest on z nimi równie silnie związany. Prawdopodobnie taki kryształ jest przynajmniej częściowo zjonizowany w związku z autodysocjacją molekuł wody. Podobnie jak w lodzie VII w wysokim ciśnieniu, w sieci krystalicznej znajdują się ośmiościenne pustki, do których trafiają niektóre protony; są one mniej ruchliwe niż w lodzie VII.
Lód X ma punkty potrójne z lodem VII i lodem VIII (100 K, 62 GPa) oraz prawdopodobnie wodą i lodem VII (~1000 K, ~47 GPa).

## Wyższe ciśnienia
Obliczenia teoretyczne przewidują istnienie innych faz lodu w jeszcze wyższych ciśnieniach, np. rombowej (wskazanej na diagramie przez oznaczenie jej grupy przestrzennej: Pbcm) i metalicznej dla ciśnienia rzędu kilku terapaskali. Takie odmiany lodu mogą wykazywać niespotykane w niższych ciśnieniach własności, m.in. przewodnictwo superjonowe. Fazy te nie zostały jednak dotąd zweryfikowane eksperymentalnie.